# Cary Cherniss
Cherniss Cary est un psychologue américain spécialisé dans les domaines de l'intelligence émotionnelle, du stress, du leadership, du développement, et de la prévision des changements organisationnels.

## Son parcours
Cary Cherniss a obtenu son doctorat en psychologie à l'Université Yale en 1972. Il a enseigné à l'Université du Michigan, à l'Université de l'Illinois, au Chicago Medical School, et à l'Illinois Institute of Technology. En 1983, il est venu à l'Université Rutgers, où il a aidé à créer le programme de doctorat en psychologie où il est actuellement professeur de psychologie appliquée et directeur du programme de psychologie.

## Ses recherches
Il a publié plus de 60 articles scientifiques et chapitres de livres sur ces sujets, ainsi que sept livres. Il a mené une étude poussée et approfondie sur le syndrome d'épuisement professionnel.

## Ses collaborations
En plus de ses travaux de recherche et d'écriture, le docteur Cherniss a consulté de nombreuses organisations à la fois dans les secteurs public et privé, parmi lesquelles : American Express, Johnson & Johnson, la garde-côtière américaine, AT&T, Telcordi, Colgate-Palmolive, Honeywell, PSEG Power, et Marriott International.